# Nesodden
Nesodden este o comună din provincia Akershus, Norvegia.